# Unonopsis
Unonopsis là một chi thực vật thuộc họ Annonaceae.

## Các loài
Chi này có các loài sau:
- Unonopsis asterantha Maas & Westra, 2007
- Unonopsis aurantiaca Maas & Westra, 2007
- Unonopsis aviceps Maas, 1986
- Unonopsis bahiensis Maas & Orava, 2007
- Unonopsis bauxitae Maas, Westra & Mello-Silva, 2006
- Unonopsis bullata Maas & G.E.Schatz, 2007
- Unonopsis cauliflora Maas & Westra, 2007
- Unonopsis colombiana Maas & Westra, 2007
- Unonopsis costanensis Maas & Westra, 2007
- Unonopsis costaricensis R.E.Fr., 1945
- Unonopsis darienensis Maas & Westra, 2007
- Unonopsis duckei R.E.Fr., 1939
- Unonopsis elegantissima R.E.Fr., 1939
- Unonopsis esmeraldae Maas & Westra, 2007
- Unonopsis floribunda Diels, 1924
- Unonopsis glaucopetala R.E.Fr., 1907
- Unonopsis guatterioides (A.DC.) R.E.Fr., 1937 (đồng nghĩa: Unonopsis angustifolia (Benth.) R.E.Fr., 1900) - Loài điển hình.
- Unonopsis hammelii G.E.Schatz & Maas, 2007
- Unonopsis heterotricha Maas & Westra, 2007
- Unonopsis longipes Maas & Westra, 2007
- Unonopsis macrocarpa Maas & Setten, 1988
- Unonopsis magnifolia R.E.Fr., 1937
- Unonopsis megalophylla Maas & Westra, 2007
- Unonopsis megalosperma Maas & Westra, 2007
- Unonopsis mexicana Maas & Westra, 2007
- Unonopsis monticola Maas & Westra, 2007
- Unonopsis onychopetaloides Maas & Westra, 2007
- Unonopsis osae Maas & Westra, 2007
- Unonopsis pacifica R.E.Fr., 1950
- Unonopsis panamensis R.E.Fr., 1955
- Unonopsis penduliflora G.E.Schatz & Maas, 2007
- Unonopsis perrottetii (A.DC.) R.E.Fr., 1900
- Unonopsis peruviana R.E.Fr., 1938
- Unonopsis pittieri Saff., 1925
- Unonopsis renatoi Maas & Westra, 2007
- Unonopsis riedeliana R.E.Fr., 1905
- Unonopsis rufescens (Baill.) R.E.Fr., 1900
- Unonopsis sanctae-teresae Maas & Westra, 2007
- Unonopsis sericea Maas & Westra, 2007
- Unonopsis sessilicarpa Maas & Westra, 2007
- Unonopsis silvatica R.E.Fr., 1956
- Unonopsis spectabilis Diels, 1905
- Unonopsis stevensii G.E.Schatz, 1998
- Unonopsis stipitata Diels, 1905
- Unonopsis storkii Standl. & L.O.Williams, 1963
- Unonopsis theobromifolia N.Zamora & Poveda, 1988
- Unonopsis umbilicata (Dunal) R.E.Fr., 1937
- Unonopsis veneficiorum (Mart.) R.E.Fr., 1937